# Кіцин (Мазовецьке воєводство)
Кіцин (пол. Kicin) — село в Польщі, у гміні Ойжень Цехановського повіту Мазовецького воєводства.
Населення — 120 осіб (2011).
У 1975-1998 роках село належало до Цехановського воєводства.

## Демографія
Демографічна структура станом на 31 березня 2011 року:
|          | Загалом | Допрацездатний вік | Працездатний вік | Постпрацездатний вік |
| -------- | ------- | ------------------ | ---------------- | -------------------- |
| Чоловіки | 61      | 6                  | 51               | 4                    |
| Жінки    | 59      | 14                 | 33               | 12                   |
| Разом    | 120     | 20                 | 84               | 16                   |